# Iwaszkowo (okręg miejski Szachowskiej)
Iwaszkowo (ros. Ивашково) – wieś (sieło) w Rosji, w obwodzie moskiewskim, w okręgu miejskim Szachowskiej. W 2010 liczyła 1141 mieszkańców.